# NXT TakeOver: Chicago II
NXT TakeOver: Chicago II – gala wrestlingu wyprodukowana przez federację WWE dla zawodników z brandu NXT. Odbyła się 16 czerwca 2018 w Allstate Arena w Rosemont w stanie Illinois. Emisja była przeprowadzana na żywo za pośrednictwem WWE Network. Była to dwudziesta gala z cyklu NXT TakeOver.
Podczas gali zorganizowano pięć pojedynków. W walce wieczoru Tommaso Ciampa pokonał Johnny’ego Gargano w Chicago Street Fight. Ponadto wszyscy tytuły NXT Championship, NXT Women's Championship i NXT Tag Team Championship zostały obronione przez mistrzów, a Ricochet zdołał wygrać z Velveteen Dreamem.

## Produkcja
NXT TakeOver: Chicago oferowało walki profesjonalnego wrestlingu z udziałem wrestlerów z brandu NXT. Oskryptowane rywalizacje (storyline’y) kreowane były podczas cotygodniowych gal NXT. Wrestlerzy są przedstawieni jako heele (negatywni, źli zawodnicy i najczęściej wrogowie publiki) i face’owie (pozytywni, dobrzy i najczęściej ulubieńcy publiki), którzy rywalizują pomiędzy sobą w seriach walk mających budować napięcie. Kulminacją rywalizacji jest walka wrestlerska lub ich seria. NXT TakeOver: Chicago było trzecią galą cyklu TakeOver wyprodukowaną w 2018.

### Rywalizacje
25 kwietnia podczas odcinka tygodniówki NXT, Adam Cole pokonał Oneya Lorcana i obronił NXT North American Championship. Po walce członkowie grupy The Undisputed Era zaatakowali Lorcana, na pomoc któremu przybiegł Danny Burch. Tydzień później po tym, jak Pete Dunne pokonał Rodericka Stronga przez dyskwalifikację, Lorcan i Burch uratowali Dunne’a przed atakiem ze strony The Undisputed Era. 16 maja w odcinku NXT, Dunne, Lorcan i Burch pokonali The Undisputed Era w six-man tag team matchu. 23 maja potwierdzono, że na gali NXT TakeOver: Chicago, Lorcan i Burch zawalczą z The Undisputed Era o NXT Tag Team Championship.
30 maja w odcinku NXT, Lars Sullivan przerwał wypowiedź posiadacza NXT Championship Aleistera Blacka. Tego samego dnia potwierdzono, że jako nowy pretendent zawalczy z Blackiem o tytuł podczas gali TakeOver: Chicago.
Na gali NXT TakeOver: New Orleans, Johnny Gargano pokonał Tommaso Ciampę w Unsanctioned matchu. 25 kwietnia w odcinku NXT, Gargano miał zawalczyć z Aleisterem Blackiem o NXT Championship, lecz został zaatakowany przez Ciampę. W odcinku z 16 maja, żona Gargano, Candice LeRae, skonfrontowała się z Ciampą w ringu i go spoliczkowała. Tydzień później Gargano przywołał Ciampę do ringu, przez co wywiązała się bójka, podczas której Gargano przypadkowo uderzył LeRae. 30 maja potwierdzono, że podczas gali TakeOver: Chicago, Ciampa i Gargano zmierzą się w Chicago Street Fight.
Podczas gali NXT TakeOver: New Orleans, Ricochet i Velveteen Dream nie zdołali wygrać ladder matchu koronującego pierwszego posiadacza NXT North American Championship. 9 maja podczas odcinka NXT, Velveteen Dream skonfrontował się z Ricochetem, gdzie negował nadzwyczajne umiejętności swojego rywala. Ich pojedynek miał się odbyć 16 maja, lecz zakończył się bez rezultatu, gdy Lars Sullivan zaatakował obu zawodników. Tydzień później Sullivan pokonał Dreama i Ricocheta w 2-on-1 handicap matchu, podczas którego Dream opuścił swojego drużynowego partnera. 30 maja w odcinku NXT potwierdzono, że dwójka zawalczy ze sobą podczas gali TakeOver: Chicago.
30 maja podczas odcinka NXT po tym, jak Shayna Baszler pokonała Dakotę Kai i obroniła NXT Women's Championship, mistrzyni kontynuowała atak na przeciwniczce. Na jej ratunek przybyła Nikki Cross, która po przepędzeniu Baszler chwyciła jej pas mistrzowski. Tydzień później obydwie skonfrontowały się w ringu, a także potwierdzono ich pojedynek o tytuł na gali TakeOver: Chicago.

## Wyniki walk
| Nr                                                                                    | Wyniki                                                                                             | Stypulacje                                 | Czas  |
| ------------------------------------------------------------------------------------- | -------------------------------------------------------------------------------------------------- | ------------------------------------------ | ----- |
| 1N                                                                                    | Bianca Belair pokonała Dakotę Kai                                                                  | Singles match                              | 6:05  |
| 2N                                                                                    | War Raiders (Hanson i Rowe) pokonali The Mighty (Nicka Millera i Shane’a Thorne’a)                 | Tag Team match                             | 4:28  |
| 3                                                                                     | The Undisputed Era (Kyle O’Reilly i Roderick Strong) (c) pokonali Oneya Lorcana i Danny’ego Burcha | Tag Team match o NXT Tag Team Championship | 16:00 |
| 4                                                                                     | Ricochet pokonał Velveteen Dreama                                                                  | Singles match                              | 22:10 |
| 5                                                                                     | Shayna Baszler (c) pokonała Nikki Cross poprzez techniczne poddanie                                | Singles match o NXT Women’s Championship   | 9:25  |
| 6                                                                                     | Aleister Black (c) pokonał Larsa Sullivana                                                         | Singles match o NXT Championship           | 14:07 |
| 7                                                                                     | Tommaso Ciampa pokonał Johnny’ego Gargano                                                          | Chicago Street Fight                       | 35:29 |
| (c) – mistrz/mistrzyni przed walkąN – walka była nagrywana do oddzielnego odcinka NXT | |                                            |       |